# 金口坝
金口坝，位于山东省济宁市兖州市城东泗河上，是中华人民共和国全国重点文物保护单位之一。
1992年6月12日，公布为山东省文物保护单位，2013年5月公布为全国重点文物保护单位，是一座古建筑及历史纪念建筑。